# Іногамова-Хегай Людмила Валентинівна
Людмила Валентинівна Іногамова-Хегай (нар. 25 листопада 1954) — російський правознавець, доктор юридичних наук, професор, автор наукових робіт в області права і підручників з  кримінального і  міжнародного кримінального права.

## Біографія
Народилася за різними джерелами в  Караганді (в даний час Казахстан) або її околицях. Закінчила юридичний факультет МГУ ім. Ломоносова, там же захистила кандидатську дисертацію. Докторську дисертацію захистила в МДЮА ім. О. О. Кутафіна.. Член одного з комітетів Ради Федерації Росії. Входить в Екзаменаційну комісію при Кваліфікаційної колегії суддів м. Москви.

## Нагороди
- Ювілейна медаль «90 років профспілки працівників державних установ Росії».